# Kievittepolder
De Kievittepolder is een natuurgebied nabij Cadzand-Bad, dat eigendom is van de Stichting Het Zeeuwse Landschap, met daarbij het natuurgebied Het Zwin (Zeeland).

Die beide gebieden samen zijn een Natura 2000-gebied met de naam Zwin & Kievittepolder volgens de Staatscourant en Zwin en Kievittepolder volgens de webpagina van het Ministerie van Landbouw, Natuur en Voedselkwaliteit.
De Kievittepolder is eigenlijk geen polder. Het betreft een stuk schor dat is ontstaan toen een klein deel van de Oudelandse Polder verdronken is en niet meer werd heringedijkt. Langs natuurlijke weg vormde zich vervolgens een smalle duinenrij, waardoor het gebiedje afgesloten werd van de zee.
De duinen kenmerken zich door struwelen met duindoorn, meidoorn, egelantier en kruipwilg. Broedvogels zijn nachtegaal, fitis, grasmus en braamsluiper.

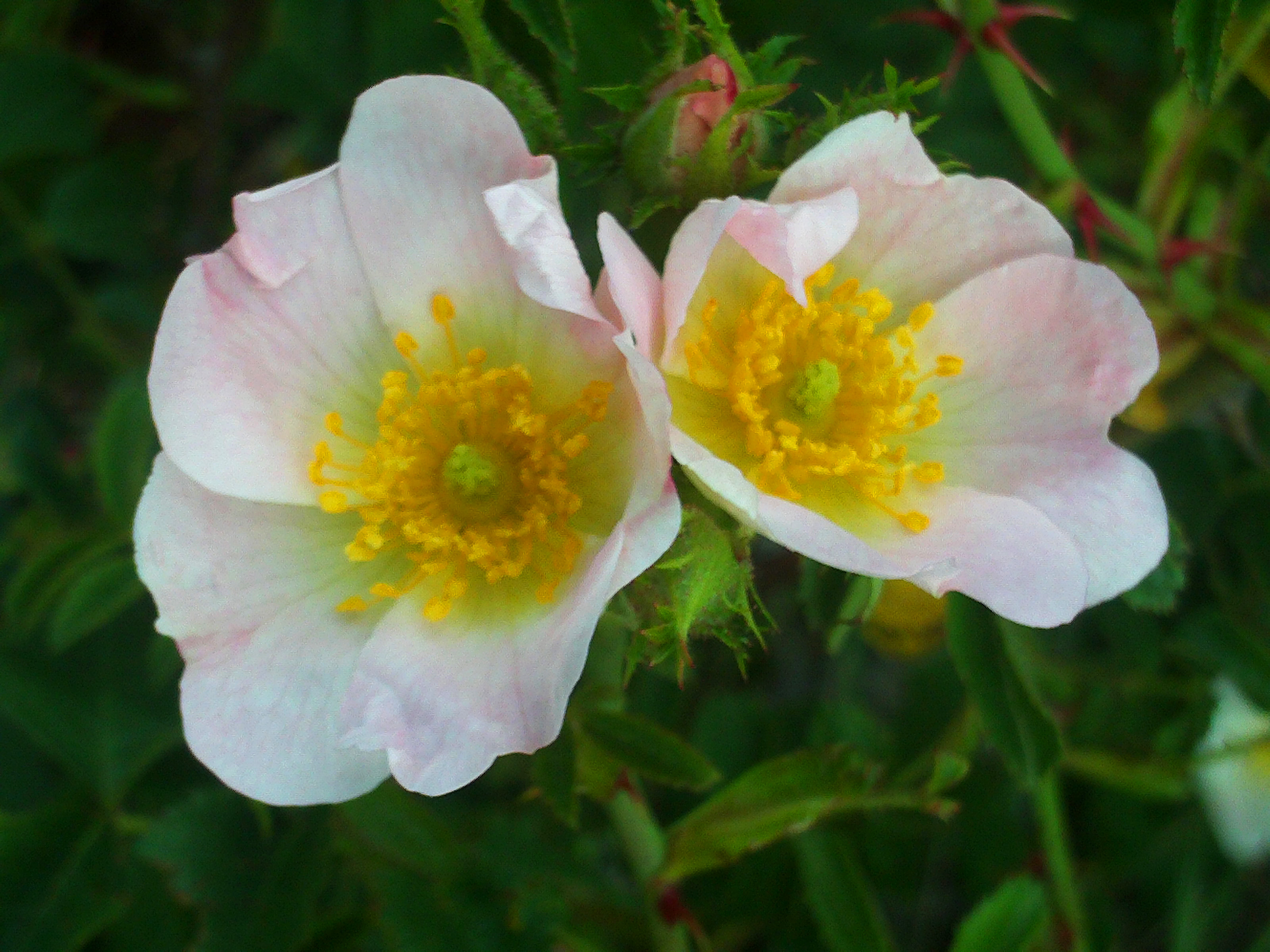
Egelantier

Achter de duinen liggen vochtige weilanden. Hier leeft onder meer de boomkikker.
De Kievittepolder sluit aan op de reservaten Het Zwin en Oudelandse Polder.

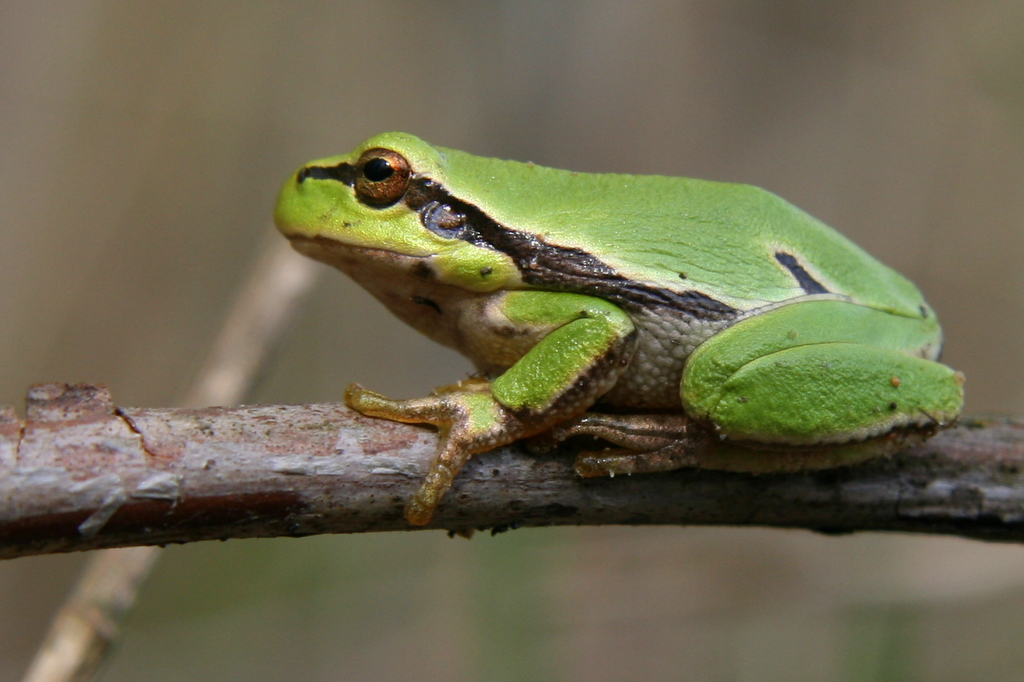
Boomkikker